# مرحبا بكم (فلم 2007)
مرحبا بكم (بالهندية: वेलकम) (بالإنجليزية: Welcome) هو فيلم درامي كوميدي هندي باللغة الهندية صدر عام 2007 شارك في كتابته وإخراجه أنيس بازمي. من النجوم فيروز خان، أنيل كابور، نانا بيتكار، أكشاي كومار، كاترينا كايف، باريش راوال، وماليكا شيرويت في أدوار بارزة.

## القصة
يعيش الدكتور دايال غونغرو مع زوجته وابن أخيه راجيف، الذي يُشبهه في طباعه، وهو بائع مزادات، وهو ابن أخته الراحلة، ويريد غونغرو الزواج منه، لكن الأخير لا يسمح له بالزواج إلا من عائلة ليس لها سجل إجرامي. في هذه الأثناء، يُريد رجل دين يُدعى أوداي شيتي الزواج من أخته غير الشقيقة سانجانا، لكن جميع محاولاته تبوء بالفشل بسبب سجله الإجرامي. يُعجب راجيف بها بعد لقاء صدفة. يُريد أوداي وشقيقه بالتبني، ساغار باندي، المعروف باسم ماجنو بهاي، أن يتزوجا. لكن بعد أن علم أنهما من رجال العصابات، يفر غونغرو إلى جنوب أفريقيا مع عائلته. كما يصل ماجنو وسانجانا إلى هناك لقضاء عطلة. تلتقي هي وراجيف مجددًا ويقعان في الحب. أجبر أوداي وماجنو غونغرو على قبول التحالف ودعوة زعيمهم، زعيم العالم السفلي القوي، رانفير دانراج زاكا، المعروف أيضًا باسم RDX، لحضور خطوبتهما. أرسل غونغرو شقيقة زوجته إيشيكا لكسر التحالف، والتي نجحت بادعاء أنها كانت مخطوبة راجيف منذ الطفولة في حفل الخطوبة. كشف غونغرو أن والد راجيف المجرم تحرش وعذب والدة راجيف، التي طلبت بعد ذلك من غونغرو إبعاد راجيف عن الجريمة. قال غونغرو إنه سيوافق على تحالفهما فقط إذا تخلى أوداي وماجنو عن حياتهما الإجرامية. حاول راجيف وسانجانا تحقيق ذلك من خلال إيقاظ حب أوداي للتمثيل وتشجيع شغف ماجنو بالرسم. كما زرعوا إيشيكا ليتظاهر بأنه مغرم بالأخوين. مع هذه الأمور التي تبقيهما مشغولين، لم يعد لدى أوداي وماجنو وقت للجريمة بعد الآن. أغضبت أفعال راجيف لاكي، ابن RDX، الذي هاجم راجيف. أمسكت سانجانا بالمسدس وأطلقت رصاصة أصابت لاكي عن طريق الخطأ، مما جعله فاقدًا للوعي. أُبلغ RDX بوفاة لاكي، وجاء لحضور حرق الجثة. ومع ذلك، هرب لاكي، الذي لا يزال على قيد الحياة، بينما كان راجيف وأودي وماجنو وأتباعهم يلاحقونه أثناء محاولته إثبات أنه على قيد الحياة لوالده، لكنه فشل واختبأ داخل منطقة حرق الجثث. أشعل RDX كومة الخشب معتقدًا أنه يحرق جثة ابنه. ومع ذلك، قفز لاكي، الذي كان يختبئ تحت الخشب، عندما أدرك أن الخشب يحترق، وكشف الحقيقة لـ RDX.
ألقى RDX القبض على راجيف وغونغرو وزوجته وإيشيكا وسانجانا وأودي وماجنو وأتباعهم ومحامي أودي، واقتادوهم إلى كوخ بجوار جرف. أُجبرت المجموعة الخائفة على لعب لعبة "تمرير الطرود" مع كرة أرضية، لكن على من يحصل عليها القفز من الجرف، مع الالتزام الصارم بهذه القواعد. عندما رفض راجيف إعطاء الكرة الأرضية لسانجانا، انتزعها لاكي بغضب من يديه، مع توقف الموسيقى. الآن وقد حصل ابنه على الكرة الأرضية، يرى آر دي إكس، المعروف بوفاءه بكلمته واتباعه للقواعد، أن الطريقة الوحيدة للحفاظ على صورته هي قتل الجميع. قبل أن يتمكن من ذلك، تسلل سماسرة الحكومة وقطعوا أساسات الكوخ المبني بشكل غير قانوني، مما تسبب في سقوط المنزل من الجرف، واحتجاز الجميع في الداخل. ومع ذلك، فإن الكوخ معلق بعمود واحد فقط.
تسود فوضى عارمة بينما تحاول المجموعة موازنة الكوخ معًا ومنعه من السقوط من الجرف. في خضم ذلك، حاول ماجنو تحرير رأس لاكي من وعاء بفأس، وخلال ذلك حاول آر دي إكس غاضب إطلاق النار على ماجنو لكنه أخطأه، مما تسبب في إصابة الرصاصة خلية نحل. بينما تلسع النحل الجميع، يجد راجيف حبلًا وتستخدمه المجموعة للعودة إلى أرض مستقرة. ولكن لصدمة الجميع، تنكسر الأرضية، ويُعثر على لاكي معلقًا على حافة الكابينة. وبينما يتشاجرون ويحاول راجيف إنقاذه، تكشف سانجانا الحقيقة للجميع: إنها هي من أطلقت النار على لاكي، لكن راجيف ألقى اللوم على نفسه حتى لا تقع سانجانا في مشكلة. وبعد أن أنقذ راجيف لاكي، سقطت الكابينة التي كان يقف فيها في الجرف، مما جعل الجميع يعتقدون أن راجيف قد مات. ومع ذلك، ينجو راجيف من الحادث ويلتقي بسانجانا وعائلته. يشعر لاكي وRDX بالامتنان لراجيف لإنقاذ حياتهما ويطلبان من راجيف أن يطلب أي شيء يتمناه. يطلب راجيف منهما التوقف عن الجريمة، وتوافق RDX، مما يسمح لراجيف وسانجانا بالزواج أخيرًا. يطلب أوداي وماجنو من آر دي إكس أن يزوجهما من إيشيكا، ليكتشفا أن إيشيكا خدعهما مع راجيف كجزء من خطته للزواج من سانجانا. هذا يُغضب أوداي وماجنو، فيبدآن بملاحقة راجيف.

## وصلات خارجية
- مرحبا بكم على موقع IMDb (الإنجليزية)
- مرحبا بكم على موقع روتن توميتوز (الإنجليزية)
- مرحبا بكم على موقع قاعدة بيانات الفيلم (الإنجليزية)
- مرحبا بكم على موقع ليتربوكسد (الإنجليزية)
- مرحبا بكم على موقع كينوبويسك (الروسية)